# 三聯畫

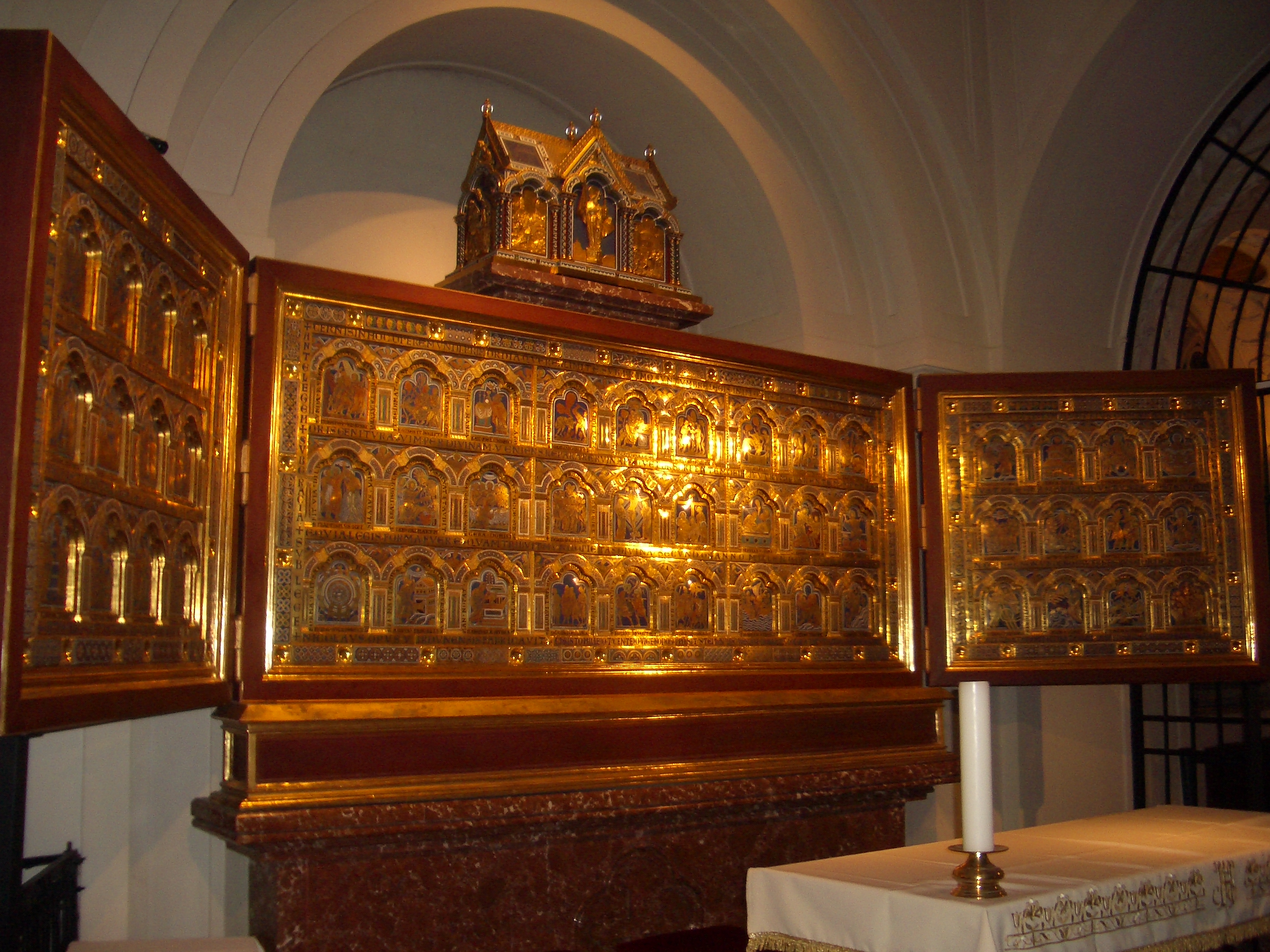
克洛斯特新堡修道院中的三聯畫和祭壇

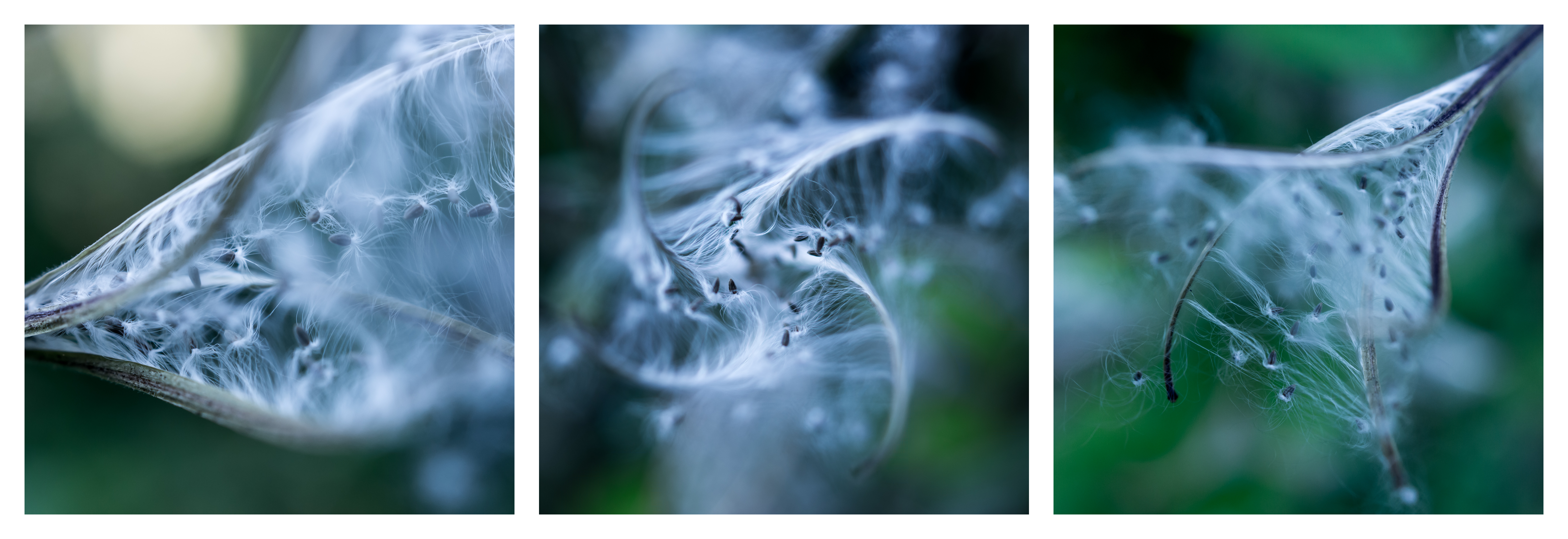
現代三聯相片

三聯畫（來自希臘語形容詞τρίπτυχοs，意味“三折的”）是畫作（常為板面油畫）的一種類型，是多聯畫的一種，分為三個部份。一般正中的那一幅最大，也有三幅作品大小相同的畫作。
三聯畫在基督教藝術早期就已經出現，是中世紀祭壇畫的常見形式。後來又被文藝復興畫家們採用。用這種形式創作出的作品也易於拆分運輸。同樣的手法被用於現代的攝影技術中。

## 外部連結
- metmuseum.org image of tablet（页面存档备份，存于）
- More on as writing instrument
- Artwork and photographs as Triptychs
- Example of a triptych reredos, features and restoration.（页面存档备份，存于）